# 루이지 스투르초

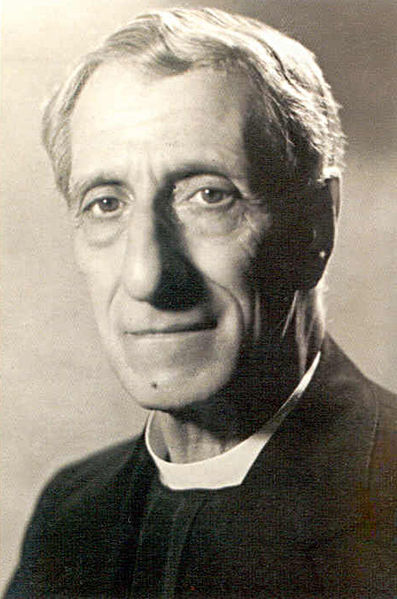

루이지 스투르초(Don Luigi Sturzo, 1871년11월 26일, 이탈리아 카타니아 광역시 칼타지로네-1959년8월 8일, 이탈리아 로마)는 이탈리아의 기독교 성직자이자 정치가이다. ‘사회주의적 성향의 성직자’로 알려진 그는 일반적으로 기독교 민주주의의 아버지라고 언급된다. 1919년 창립된 이탈리아 인민당을 조직한 인물 가운데 한 사람이었으나 이탈리아 파시즘의 발흥으로 1924년 국외 추방을 당했다. 런던에 갔다가 뉴욕으로 거처를 옮긴 그는 파시즘을 비판하는 400여개의 출판물을 냈다.